# Kirchberg (Verbandsgemeinde)

Brasão do Verbandsgemeinde de Kirchberg

Kirchberg é um Verbandsgemeinde ("associação municipal") no distrito de Rhein-Hunsrück, Renânia-Palatinado, Alemanha. Sua sede fica em Kirchberg.
O Verbandsgemeinde Kirchberg consiste dos seguintes Ortsgemeinden ("municípios locais"):
| 1. Bärenbach 2. Belg 3. Büchenbeuren 4. Dickenschied 5. Dill 6. Dillendorf 7. Gehlweiler 8. Gemünden 9. Hahn 10. Hecken 11. Heinzenbach 12. Henau 13. Hirschfeld 14. Kappel | 1. Kirchberg 2. Kludenbach 3. Laufersweiler 4. Lautzenhausen 5. Lindenschied 6. Maitzborn 7. Metzenhausen 8. Nieder Kostenz 9. Niedersohren 10. Niederweiler 11. Ober Kostenz 12. Raversbeuren 13. Reckershausen | 1. Rödelhausen 2. Rödern 3. Rohrbach 4. Schlierschied 5. Schwarzen 6. Sohren 7. Sohrschied 8. Todenroth 9. Unzenberg 10. Wahlenau 11. Womrath 12. Woppenroth 13. Würrich |